# シンフォニック・ライヴ
『シンフォニック・ライヴ』（Symphonic Live）は、イギリスのプログレッシブ・ロック・バンド、イエスが2002年に発表したライブ・アルバム、及び同名のライブ・ビデオである。

## 内容
イエスは2001年にスタジオ・アルバム『マグニフィケイション』を発表した後、同年に同作の演奏ツアーである「シンフォニック・ツアー」を行った。本作はそのツアーのうち、アムステルダムのハイネケン・ミュージックホールにて11月22日に行われたライブを録音・録画したものである。『マグニフィケイション』では録音にあたって実際のオーケストラを起用したが、本ツアーもユーロピアン・フェスティバル・オーケストラ（指揮者はウィルヘルム・カイテル）を帯同して行われた。
このライブでは当初キーボーディストとしてリック・ウェイクマンが予定されていたが、スケジュールの都合がつかなかったため、トム・ブリスリンが代役を務めた。

## 批評
| 専門評論家によるレビュー | 専門評論家によるレビュー |
| レビュー・スコア         | レビュー・スコア         |
| 出典                     | 評価                     |
| ------------------------ | ------------------------ |
| AllMusic                 | [ 2 ]                    |
| ポップマターズ           | 6/10                     |

ポップマターズのアラン・ランタは中間的な評価を下しており、「2001年にこのライブを行った時点で、彼らの衰えが見え始めていた。（中略）『シンフォニック・ライブ』のセットリストは堅実なものではあるが、新世代のファンを取り込むことはできないだろう」とした。オールミュージックにおいてブレット・アダムスは3つ星半の評価を与えており、「時間はかかるが、最終的にはグルーヴに乗ってしまう。（中略）イエスとオーケストラの両者によって巧みに繰り出される、全体的に曲りくねるような音楽的展開はただ見事である」と述べた。
録画があったライブの中でもバンドとして非常によく演奏されているとして、ギタリストのスティーヴ・ハウは本ライブ・ビデオを「おそらくイエスの中で最高の DVD」であると評している。

## 収録曲

### 映像版
| #   | タイトル | 作詞・作曲                                                                                             | 時間  |
| --- | --- | --- | ----- |
| 1.  | 「オーヴァーチュア」(Overture) | | 2:30  |
| 2.  | 「危機」(Close to the Edge) | ジョン・アンダーソン、クリス・スクワイア、ビル・ブルーフォード、スティーヴ・ハウ、リック・ウェイクマン | 20:30 |
| 3.  | 「遥かなる想い出」(Long Distance Runaround) | アンダーソン、スクワイア、ブルフォード、ハウ、ウェイクマン                                             | 5:29  |
| 4.  | 「ドント・ゴー」(Don't Go) | アンダーソン、ハウ、スクワイア、アラン・ホワイト                                                       | 4:29  |
| 5.  | 「イン・ザ・プレゼンス・オブ」(In the Presence Of) | アンダーソン、スクワイア、ハウ、ホワイト                                                               | 11:04 |
| 6.  | 「錯乱の扉」(The Gates of Delirium) | アンダーソン、ハウ、スクワイア、ホワイト、パトリック・モラーツ                                         | 23:30 |
| 7.  | 「スティーヴ・ハウ ギターソロ（リュート協奏曲 ニ長調 第2楽章/ムード・フォー・ア・デイ）」(Steve Howe Guitar Solo (Lute concerto in D major, 2nd Movement / Mood for a Day)) | アントニオ・ヴィヴァルディ（アレンジ: ハウ）, ハウ                                                     | 6:26  |
| 8.  | 「スターシップ・トゥルーパー」(Starship Trooper) | アンダーソン、ハウ、スクワイア                                                                         | 12:18 |
| 9.  | 「マグニフィケイション」(Magnification) | アンダーソン、ハウ、スクワイア、ホワイト                                                               | 7:23  |
| 10. | 「同志」(And You and I) | アンダーソン、ブルーフォード、ハウ、スクワイア、ウェイクマン                                           | 11:16 |
| 11. | 「儀式」(Ritual (Nous Sommes du Soleil)) | アンダーソン、ハウ、スクワイア、ホワイト、ウェイクマン                                                 | 28:21 |
| 12. | 「アイヴ・シーン・オール・グッド・ピープル」(I've Seen All Good People) | アンダーソン、スクワイア                                                                               | 7:21  |
| 13. | 「ロンリー・ハート」(Owner of a Lonely Heart) | トレヴァー・ラビン、トレヴァー・ホーン、スクワイア、アンダーソン                                       | 5:49  |
| 14. | 「ラウンドアバウト」(Roundabout) | アンダーソン、スクワイア、ブルーフォード、ハウ、ウェイクマン                                           | 6:28  |

| #  | タイトル                  | 作詞 | 作曲・編曲 | 時間  |
| -- | ------------------------- | ---- | ---------- | ----- |
| 1. | 「Don't Go Music Video」  |      |            | 4:28  |
| 2. | 「Dreamtime Documentary」 |      |            | 31:51 |

### CD（1枚組）
| #   | タイトル                                                                | 作詞 | 作曲・編曲 | 時間  |
| --- | ----------------------------------------------------------------------- | ---- | ---------- | ----- |
| 1.  | 「オーヴァーチュア」(Overture)                                          |      |            | 2:53  |
| 2.  | 「危機」(Close to the Edge)                                             |      |            | 20:04 |
| 3.  | 「オーケストラル・イントロ」(Orchestral Intro)                          |      |            | 1:19  |
| 4.  | 「遙かなる想い出」(Long Distance Runaround)                             |      |            | 4:30  |
| 5.  | 「ドント・ゴー」(Don't Go)                                              |      |            | 4:24  |
| 6.  | 「スターシップ・トゥルーパー」(Starship Trooper)                        |      |            | 12:21 |
| 7.  | 「同志」(And You and I)                                                 |      |            | 11:23 |
| 8.  | 「アイヴ・シーン・オール・グッド・ピープル」(I've Seen All Good People) |      |            | 7:24  |
| 9.  | 「ロンリー・ハート」(Owner of a Lonely Heart)                           |      |            | 6:02  |
| 10. | 「ラウンドアバウト」(Roundabout)                                        |      |            | 6:23  |

### CD（2枚組）

#### ディスク1
1. 「オーヴァーチュア」
2. 「危機」
3. 「遥かなる想い出」
4. 「ドント・ゴー」
5. 「イン・ザ・プレゼンス・オブ」
6. 「錯乱の扉」
7. 「スティーヴ・ハウ ギターソロ」

#### ディスク2
1. 「スターシップ・トゥルーパー」
2. 「マグニフィケイション」
3. 「同志」
4. 「儀式」
5. 「アイヴ・シーン・オール・グッド・ピープル」
6. 「ロンリー・ハート」
7. 「ラウンドアバウト」

## クレジット

### イエス
- ジョン・アンダーソン - ボーカル、アコースティック・ギター、パーカッション
- スティーヴ・ハウ - ギター、ラップスティールギター、バッキング・ボーカル
- クリス・スクワイア - ベース・ギター、バッキング・ボーカル、ハーモニカ、パーカッション
- アラン・ホワイト - ドラム、バッキング・ボーカル、キーボード

### 参加ミュージシャン
- トム・ブリスリン - キーボード、バッキング・ボーカル、パーカッション
- ユーロピアン・フェスティバル・オーケストラ
- ウィリアム・カイテル - 指揮者

### 制作
- ペリー・ジョセフ - プロデューサー
- オーブリー・パウエル - ディレクター（ライブ）
- ボブ・チェスカ（英語版） - カバーアート、パッケージデザイン
- ジェフ・ケンピン - エグゼクティブ・プロデューサー
- テリー・シャンド - エグゼクティブ・プロデューサー
- ジョーダン・バーリアント - 副エグゼクティブ・プロデューサー
- ジョン・ゲイドン - エグゼクティブ・プロデューサー

## 認定
| 国/地域                                                                                  | 認定     | 認定/売上数 |
| ---------------------------------------------------------------------------------------- | -------- | ----------- |
| カナダ (Music Canada)                                                                    | Platinum | 10,000^     |
| * 認定のみに基づく売上数 · ^ 認定のみに基づく出荷枚数 · 認定のみに基づく売上数と再生回数 |          |             |